# Apomys musculus
Apomys musculus är en däggdjursart som beskrevs av Miller 1911. Apomys musculus ingår i släktet Apomys och familjen råttdjur. IUCN kategoriserar arten globalt som livskraftig. Inga underarter finns listade.
Arten blir med svans 196 till 219 mm lång, svanslängden är 104 till 127 mm och vikten ligger vid 19 till 25 g. Den har 23 till 26 mm långa bakfötter och 16 till 18 mm stora öron. Ovansidan är täckt av mjuk brun päls med gul eller orange skugga och på undersidan förekommer gulorange päls som kan vara vitaktig på olika ställen. Allmänt påminner Apomys musculus om en vanlig husmus.
Denna gnagare förekommer på flera olika öar i centrala och norra Filippinerna. Arten vistas i kulliga områden och medelhöga bergstrakter upp till 2000 meter över havet. Habitatet utgörs av torra och fuktiga skogar.
Djuret är främst nattaktiv men det kan vandra omkring på molniga dagar. Individerna går främst på marken och de klättrar ibland i växtligheten. Födan utgörs av insekter, daggmaskar och andra ryggradslösa djur samt frön. Enligt ett fåtal studier föds två ungar per kull. På honans undersida förekommer två par spenar.